# Rabbit Junk
A Rabbit Junk amerikai zenekar 2004-ben alakult Seattle-ben, a The Shizit frontember JP Anderson vezetésével. Miután előző zenekara befuccsolt, Jennifer "Sum Grrl" Bernett énekesnővel kiegészülve még ugyanebben az évben kijött self-titled debütáló korongjuk, a Rabbit Junk.
Egy évvel ezután felvették a kapcsolatot a Glitch Moder Recordings-szal, aki meg is jelentette második lemezüket a REframe-t. Hatalmas siker lett, köszönhetően a keményebb, ütősebb zenének és a különféle stílusok hatásos keverésének.
Harmadik, 2008-ban megjelent albumuk, a This Life is Where you get F*cked egy koncept album, melynek három részegysége különböző műfajok, zenei stílusok keresztezéséből született. (The Struggle - poszt-hardcore, drum ’n bass; Ghetto Blasphemer – black metal, hiphop; This Life is Where you get Death – industrial, electro, punk). Az anyagot vendégzenészek segítségével rögzítették.
Zenéjüket hivatalosan a digital hardcore műfajba sorolják, de sokan használják rájuk egyéb jelzőket, mint pl. 8bit, nintendocore, hardcore techno, electro, electro punk, tech-rock, drum ’n bass vagy indusztriális metál. Hasonló zenekarok még: The Mad Capsule Markets, Atari Teenage Riot, Ambassador 21, Motormark, The Shizit, Tuareg Geeks.

## Diszkográfia
- Rabbit Junk (2004)
- Reframe (2006)
- This Life is Where you get F*cked (2008)